# تنیتس موی
تنیتس موی (به لاتین: Tyniec Mały) یک منطقهٔ مسکونی در لهستان است که در Gmina Kobierzyce واقع شده‌است.

## خصوصیات
تنیتس موی ۱٬۶۰۲ نفر جمعیت دارد.